# Marrie Bot
Marrie Bot (Bergambacht, 24 juni 1946) is een Nederlandse fotografe.
Na aanvankelijk als grafisch ontwerper te hebben gewerkt (1963-1976), volgde ze in 1973 avondlessen tekenen en geënsceneerde fotografie aan de Vrije Academie in Den Haag. In 1974 begon ze als autodidactisch documentairefotograaf. Sinds 1976 werkt ze als fotografisch kunstenaar en startte ze het project Hanging Around, waarin ze alledaagse situaties vastlegt tijdens haar reizen. Ze richt zich vaak op taboe-onderwerpen, die ze diepgaand onderzoekt en documenteert in woord en beeld. Haar oeuvre omvat onder andere de fotoboeken Miserere over de grote boetepelgrimstochten in Europa, Bezwaard bestaan, een boek met foto's en verhalen over verstandelijk gehandicapten, Een laatste groet over rituelen bij de dood in multicultureel Nederland en Geliefden-Timeless Love over erotiek op latere leeftijd. In 1989 ontving ze de Maria Austria Fotoprijs voor Bezwaard bestaan, en in 1990 de Dr. A.H. Heineken Prijs voor de Kunst voor haar gehele oeuvre. In 2008 was ze jurylid voor de  IDFA Award for Best First Appearance. 
Bot gaf les aan onder anderen de fotografen Janna Dekker en Pieter Griffioen. 